# Leōnidas Vokolos
Leōnidas Vokolos (in greco Λεωνίδας Βόκολος?; Atene, 31 agosto 1970) è un allenatore di calcio ed ex calciatore greco, di ruolo difensore.

## Palmarès

### Giocatore

#### Competizioni nazionali
- Beta Ethniki: 1

Paniōnios: 1996-1997
- Coppa di Grecia: 1

Paniōnios: 1997-1998